# آنتوان تیسنه
آنتوان تیسنه (انگلیسی: Antoine Tisné؛ ۲۹ نوامبر ۱۹۳۲ – ۱۹ ژوئیهٔ ۱۹۹۸) آهنگساز اهل فرانسه بود.

## افتخارات
وی همچنین برندهٔ جوایزی همچون جایزه بزرگ رم شده‌است.